# Prima Ligă Iugoslavă
Prima Ligă Iugoslavă (sârbocroată: Prva Liga) a fost prima divizie de fotbal a Regatul Iugoslaviei (1918-1941) și a Republicii Socialiste Federative Iugoslavia (1945-1991). Se referă și la Republica Federală Iugoslavă (1991-2003), până la apariția țării Serbia și Muntenegru.

## Regatul Iugoslaviei (1923-1940)
Aceasta a fost prima competiție de fotbal la nivel național în Regatul Iugoslaviei (numit Regatul Sârbilor, Croaților și Slovenilor până în 1930). Liga a început în 1923, iar primele patru sezoane s-au disputat sub forma unui turneu, apoi în format round-robin până în . Din 1927 până în 1940 s-au jucat șaptesprezece sezoane, în care titlurile au fost câștigate de echipă uri din Croația (Građanski Zagreb, Concordia Zagreb, HAŠK Zagreb și Hajduk Split) sau Serbia (BSK Belgrad și Jugoslavija Belgrad).
A fost condusă de Nogometni Savez Jugoslavije (în croată) (Federația Iugoslavă de Fotbal), fondată în aprilie 1919 în Zagreb , până la sfârșitul anului 1929 din cauza neînțelegerilor dintre filialele federațiilor din Zagreb și Belgrad. Sediul federației a fost mutat în Belgrad în mai 1930 unde a primit numele sârb:Fudbalski Savez Jugoslavije și a continuat conducerea ligii până la izbucnirea Celui de-al Doilea Război Mondial După crearea Banovinei Croației în 1939, au fost organizate sezoanele Primii Ligi Croate 1940-41 și Primii Ligi Sârbe 1940-41 până la intrarea în război.

## Campioane și marcatori
| Seazon  | Format                                                                  | Campioană                                                               | Vicecampioană                                                           | Golgheter(i)                                                            | Goluri                                                                  |                                                                         |
| ------- | ----------------------------------------------------------------------- | ----------------------------------------------------------------------- | ----------------------------------------------------------------------- | ----------------------------------------------------------------------- | ----------------------------------------------------------------------- | ----------------------------------------------------------------------- |
| 1923    | Turneu (Sistem tur-retur; 6 echipe)                                     | Građanski Zagreb                                                        | SAŠK Sarajevo                                                           | Dragan Jovanović (Jugoslavija Belgrad)                                  | 4                                                                       |                                                                         |
| 1924    | Turneu (Sistem tur-retur; 7 echipe)                                     | Jugoslavija Belgrad                                                     | Hajduk Split                                                            | Dragan Jovanović (Jugoslavija Belgrad)                                  | 6                                                                       |                                                                         |
| 1925    | Turneu (Sistem tur-retur; 7 echipe)                                     | Jugoslavija Belgrad                                                     | Građanski Zagreb                                                        | Dragan Jovanović (Jugoslavija Belgrad)                                  | 4                                                                       |                                                                         |
| 1926    | Turneu (Sistem tur-retur; 7 echipe)                                     | Građanski Zagreb                                                        | Jugoslavija Belgrad                                                     | Dušan Petković (Jugoslavija Belgrad)                                    | 4                                                                       |                                                                         |
| 1927    | Ligă (Sistem tur-retur; 6 echipe)                                       | Hajduk Split                                                            | BSK Belgrad                                                             | Kuzman Sotirović (BSK Belgrad)                                          | 6                                                                       |                                                                         |
| 1928    | Ligă {Sistem tur-retur; 6 echipe)                                       | Građanski Zagreb                                                        | Hajduk Split                                                            | Ljubo Benčić (Hajduk Split)                                             | 8                                                                       |                                                                         |
| 1929    | Ligă (Sistem două tururi - două retururi; 5 echipe)                     | Hajduk Split                                                            | BSK Belgrad                                                             | Đorđe Vujadinović (BSK Belgrad)                                         | 10                                                                      |                                                                         |
| 1930    | Ligă (Sistem două tururi - două retururi; 6 echipe)                     | Concordia Zagreb                                                        | Jugoslavija Belgrad                                                     | Blagoje Marjanović (BSK Belgrad)                                        | 10                                                                      |                                                                         |
| 1930–31 | Ligă (Sistem două tururi - două retururi; 6 echipe)                     | BSK Belgrad                                                             | Concordia Zagreb                                                        | Đorđe Vujadinović (BSK Belgrad)                                         | 12                                                                      |                                                                         |
| 1931–32 | Turneu (Sistem două tururi - două retururi; 8 echipe)                   | Concordia Zagreb                                                        | Hajduk Split                                                            | Svetislav Valjarević (Concordia Zagreb)                                 | 10                                                                      |                                                                         |
| 1932–33 | Ligă (Sistem două tururi - două retururi; 11 echipe)                    | BSK Belgrad                                                             | Hajduk Split                                                            | Vladimir Kragić (Hajduk Split)                                          | 21                                                                      |                                                                         |
| 1933–34 | Nu s-a disputat din cauza asasinării Regelui Alexandru I al Iugoslaviei | Nu s-a disputat din cauza asasinării Regelui Alexandru I al Iugoslaviei | Nu s-a disputat din cauza asasinării Regelui Alexandru I al Iugoslaviei | Nu s-a disputat din cauza asasinării Regelui Alexandru I al Iugoslaviei | Nu s-a disputat din cauza asasinării Regelui Alexandru I al Iugoslaviei | Nu s-a disputat din cauza asasinării Regelui Alexandru I al Iugoslaviei |
| 1934–35 | Ligă (Sistem două tururi - două retururi; 10 echipe)                    | BSK Belgrad                                                             | Jugoslavija Belgrad                                                     | Leo Lemešić (Hajduk Split)                                              | 18                                                                      |                                                                         |
| 1935–36 | Turneu (Sistem două tururi - două retururi; 14 echipe)                  | BSK Belgrad                                                             | Slavija Sarajevo                                                        | Blagoje Marjanović (BSK Belgrad)                                        | 5                                                                       |                                                                         |
| 1936–37 | Ligă (Sistem două tururi - două retururi; 10 echipe)                    | Građanski Zagreb                                                        | Hajduk Split                                                            | Blagoje Marjanović (BSK Belgrad)                                        | 21                                                                      |                                                                         |
| 1937–38 | Ligă (Sistem două tururi - două retururi; 10 echipe)                    | HAŠK Zagreb                                                             | BSK Belgrad                                                             | August Lešnik (Građanski Zagreb)                                        | 17                                                                      |                                                                         |
| 1938–39 | Ligă (Sistem două tururi - două retururi; 12 echipe)                    | BSK Belgrad                                                             | Građanski Zagreb                                                        | August Lešnik (Građanski Zagreb)                                        | 22                                                                      |                                                                         |
| 1939–40 | Ligă                                                                    | Građanski Zagreb                                                        | BSK Belgrad                                                             | Svetislav Glišović (BSK Belgrad)                                        | 10                                                                      |                                                                         |

## Performanță după echipă
| # | Echipă              | Campioană | Vicecampioană |
| - | ------------------- | --------- | ------------- |
| 1 | BSK Belgrad         | 5         | 4             |
| 2 | Građanski Zagreb    | 5         | 2             |
| 3 | Hajduk Split        | 2         | 5             |
| 4 | Jugoslavija Belgrad | 2         | 3             |
| 5 | Concordia Zagreb    | 2         | 1             |
| 6 | HAŠK Zagreb         | 1         | 0             |
| 7 | Slavija Sarajevo    | 0         | 1             |
| 8 | SAŠK Sarajevo       | 0         | 1             |

## DF/FNR/RSF Iugoslavia (1945-1992)

### Campioane și golgeteri
| Sezon   | Campioană     | Vicecampioană | Locul al treilea     | Golgeter(i)                                                                                 | Goluri |
| ------- | ------------- | ------------- | -------------------- | ------------------------------------------------------------------------------------------- | ------ |
| 1945    | RS Serbia     | JNA           | SR Croația           | Stjepan Bobek (JNA)                                                                         | 8      |
| 1946–47 | Partizan      | Dinamo Zagreb | Crvena Zvezda        | Franjo Wölfl (Dinamo Zagreb)                                                                | 28     |
| 1947–48 | Dinamo Zagreb | Hajduk Split  | Partizan             | Franjo Wölfl (Dinamo Zagreb)                                                                | 22     |
| 1948–49 | Partizan      | Crvena Zvezda | Hajduk Split         | Frane Matošić (Hajduk Split)                                                                | 17     |
| 1950    | Hajduk Split  | Crvena Zvezda | Partizan             | Marko Valok (Partizan)                                                                      | 17     |
| 1951    | Crvena Zvezda | Dinamo Zagreb | Hajduk Split         | Kosta Tomašević (Crvena Zvezda)                                                             | 16     |
| 1952    | Hajduk Split  | Crvena Zvezda | NK Lokomotiva Zagreb | Stanoje Jocić (BSK Belgrad)                                                                 | 13     |
| 1952–53 | Crvena Zvezda | Hajduk Split  | Partizan             | Todor Živanović (Crvena Zvezda)                                                             | 17     |
| 1953–54 | Dinamo Zagreb | Partizan      | Crvena Zvezda        | Stjepan Bobek (Partizan)                                                                    | 21     |
| 1954–55 | Hajduk Split  | BSK Belgrad   | Dinamo Zagreb        | Predrag Marković (BSK Belgrad) Kosta Tomašević (Crvena Zvezda) Bernard Vukas (Hajduk Split) | 20     |
| 1955–56 | Crvena Zvezda | Partizan      | Radnički Belgrad     | Muhamed Mujić (Velež Mostar) Tihomir Ognjanov (Crvena Zvezda) Todor Veselinović (Vojvodina) | 21     |
| 1956–57 | Crvena Zvezda | Vojvodina     | Hajduk Split         | Todor Veselinović (Vojvodina)                                                               | 28     |
| 1957–58 | Dinamo Zagreb | Partizan      | Radnički Belgrad     | Todor Veselinović (Vojvodina)                                                               | 19     |
| 1958–59 | Crvena Zvezda | Partizan      | Vojvodina            | Bora Kostić (Crvena Zvezda)                                                                 | 25     |
| 1959–60 | Crvena Zvezda | Dinamo Zagreb | Partizan             | Bora Kostić (Crvena Zvezda)                                                                 | 19     |
| 1960–61 | Partizan      | Crvena Zvezda | Hajduk Split         | Zoran Prljinčević (Radnički Belgrad) Todor Veselinović (Vojvodina)                          | 16     |
| 1961–62 | Partizan      | Vojvodina     | Dinamo Zagreb        | Dražan Jerković (Dinamo Zagreb)                                                             | 16     |
| 1962–63 | Partizan      | Dinamo Zagreb | Željezničar          | Mišo Smajlović (Željezničar)                                                                | 18     |
| 1963–64 | Crvena Zvezda | OFK Belgrad   | Dinamo Zagreb        | Asim Ferhatović (FK Sarajevo)                                                               | 19     |
| 1964–65 | Partizan      | FK Sarajevo   | Crvena Zvezda        | Zlatko Dračić (NK Zagreb)                                                                   | 23     |
| 1965–66 | Vojvodina     | Dinamo Zagreb | Velež Mostar         | Petar Nadoveza (Hajduk Split)                                                               | 21     |
| 1966–67 | FK Sarajevo   | Dinamo Zagreb | Partizan             | Mustafa Hasanagić (Partizan)                                                                | 18     |
| 1967–68 | Crvena Zvezda | Partizan      | Dinamo Zagreb        | Slobodan Santrač (OFK Belgrad)                                                              | 22     |
| 1968–69 | Crvena Zvezda | Dinamo Zagreb | Partizan             | Vojin Lazarević (Crvena Zvezda)                                                             | 22     |
| 1969–70 | Crvena Zvezda | Partizan      | Velež Mostar         | Slobodan Santrač (OFK Belgrad) Dušan Bajević (Velež Mostar)                                 | 20     |
| 1970–71 | Hajduk Split  | Željezničar   | Dinamo Zagreb        | Petar Nadoveza (Hajduk Split) Božo Janković (Željezničar)                                   | 20     |
| 1971–72 | Željezničar   | Crvena Zvezda | OFK Belgrad          | Slobodan Santrač (OFK Belgrad)                                                              | 33     |
| 1972–73 | Crvena Zvezda | Velež Mostar  | OFK Belgrad          | Slobodan Santrač (OFK Belgrad) Vojin Lazarević (Crvena Zvezda)                              | 25     |
| 1973–74 | Hajduk Split  | Velež Mostar  | Crvena Zvezda        | Danilo Popivoda (Olimpija Ljubljana)                                                        | 17     |
| 1974–75 | Hajduk Split  | Vojvodina     | Crvena Zvezda        | Dušan Savić (Crvena Zvezda) Borivoje Đorđević (Partizan)                                    | 20     |
| 1975–76 | Partizan      | Hajduk Split  | Dinamo Zagreb        | Nenad Bjeković (Partizan)                                                                   | 24     |
| 1976–77 | Crvena Zvezda | Dinamo Zagreb | Sloboda Tuzla        | Zoran Filipović (Crvena Zvezda)                                                             | 21     |
| 1977–78 | Partizan      | Crvena Zvezda | Hajduk Split         | Radomir Savić (FK Sarajevo)                                                                 | 21     |
| 1978–79 | Hajduk Split  | Dinamo Zagreb | Crvena Zvezda        | Dušan Savić (Crvena Zvezda)                                                                 | 24     |
| 1979–80 | Crvena Zvezda | FK Sarajevo   | Radnički Niš         | Safet Sušić (FK Sarajevo) Dragoljub Kostić (Napredak Kruševac)                              | 17     |
| 1980–81 | Crvena Zvezda | Hajduk Split  | Radnički Niš         | Milan Radović (NK Rijeka)                                                                   | 26     |
| 1981–82 | Dinamo Zagreb | Crvena Zvezda | Hajduk Split         | Snješko Cerin (Dinamo Zagreb)                                                               | 19     |
| 1982–83 | Partizan      | Hajduk Split  | Dinamo Zagreb        | Sulejman Halilović (Dinamo Vinkovci)                                                        | 18     |
| 1983–84 | Crvena Zvezda | Partizan      | Željezničar          | Darko Pančev (Vardar Skopje)                                                                | 19     |
| 1984–85 | FK Sarajevo   | Hajduk Split  | Partizan             | Zlatko Vujović (Hajduk Split)                                                               | 25     |
| 1985–86 | Partizan      | Crvena Zvezda | Velež Mostar         | Davor Čop (Dinamo Vinkovci)                                                                 | 20     |
| 1986–87 | FK Vardar     | FK Partizan   | Velež Mostar         | Radmilo Mihajlović (Željezničar)                                                            | 23     |
| 1987–88 | Crvena Zvezda | Partizan      | Velež Mostar         | Duško Milinković (Rad Belgrad)                                                              | 16     |
| 1988–89 | Vojvodina     | Crvena Zvezda | Hajduk Split         | Davor Šuker (NK Osijek)                                                                     | 18     |
| 1989–90 | Crvena Zvezda | Dinamo Zagreb | Hajduk Split         | Darko Pančev (Crvena Zvezda)                                                                | 25     |
| 1990–91 | Crvena Zvezda | Dinamo Zagreb | Partizan             | Darko Pančev (Crvena Zvezda)                                                                | 34     |
| 1991–92 | Crvena Zvezda | Partizan      | Vojvodina            | Darko Pančev (Crvena Zvezda)                                                                | 25     |

^ Un turneu special a fost organizat pentru a confirma unitatea noi țări, Republica Socialistă Federativă Iugoslavia. La competiție au participat 8 echipe: RS Serbia, RS Croația, RS Macedonia, RS Voivodina, RS Slovenia, RS Muntenegru, RS Bosnia și Herțegovina, și o selecție de jucători din Armata Populară Iugoslavă (JNA).

### Titluri după echipe
| # | Echipă        | Titluri | Seazoane |
| - | ------------- | ------- | --- |
| 1 | Crvena Zvezda | 19      | 1951, 1952-53, 1955-56, 1956-57, 1958-59, 1959-60, 1963-64, 1967-68, 1968-69, 1969-70, 1972-73, 1976-77, 1979-80, 1980-81, 1983-84, 1987-88, 1989-90, 1990-91, 1991-92 |
| 2 | Partizan      | 11      | 1946-47, 1948-49, 1960-61, 1961-62, 1962-63, 1964-65, 1975-76, 1977-78, 1982-83, 1985-86, 1986-87                                                                      |
| 3 | Hajduk Split  | 7       | 1950, 1952, 1954-55, 1970-71, 1973-74, 1974-75, 1978-79 |
| 4 | Dinamo Zagreb | 4       | 1947-48, 1953-54, 1957-58, 1981-82 |
| 5 | FK Sarajevo   | 2       | 1966-67, 1984-85 |
| 5 | Vojvodina     | 2       | 1965-66, 1988-89 |
| 7 | Željezničar   | 1       | 1971-72 |

### Performanțe după echipă/republică
| #   | Echipă               | R.S. | Campioană | Vicecampioană | Locul al treilea |
| --- | -------------------- | ---- | --------- | ------------- | ---------------- |
| 1   | Crvena Zvezda        | SRB  | 19        | 9             | 7                |
| 2   | Partizan             | SRB  | 11        | 9             | 8                |
| 3   | Hajduk Split         | CRO  | 7         | 6             | 8                |
| 4   | Dinamo Zagreb        | CRO  | 4         | 11            | 7                |
| 5   | Vojvodina            | SRB  | 2         | 3             | 2                |
| 6   | FK Sarajevo          | BIH  | 2         | 2             | 0                |
| 7   | Željezničar          | BIH  | 1         | 1             | 2                |
| 8   | Velež                | BIH  | 0         | 3             | 4                |
| 9   | OFK Belgrad*         | SRB  | 0         | 2             | 2                |
| =10 | Radnički Belgrad     | SRB  | 0         | 0             | 2                |
| =10 | Radnički Niš         | SRB  | 0         | 0             | 2                |
| =12 | NK Lokomotiva Zagreb | CRO  | 0         | 0             | 1                |
| =12 | Sloboda Tuzla        | BIH  | 0         | 0             | 1                |

*Cunoscută ca BSK Belgrad înainte de 1957

### Golgeteri all-time
Lista completă a jucătorilor care au marcat 100 sau mai multe goluri între anii 1946-1992, în perioada Republicii Socialiste Federative Iugoslavia.

Sursă: RSSSF; Ultima actualizare 14 decembrie 2007 
| #  | Nume              | Goluri | Echipe                          | Ani în ligă          |
| -- | ----------------- | ------ | ------------------------------- | -------------------- |
| 1  | Slobodan Santrač  | 218    | OFK Belgrad, Partizan, Galenika |                      |
| 2  | Darko Pančev      | 169    | Vardar, Crvena Zvezda           | 1982–1992            |
| 3  | Dušan Bajević     | 166    | Velež Mostar                    | 1966–1977, 1981–1983 |
| 4  | Bora Kostić       | 158    | Crvena Zvezda                   |                      |
| 5  | Frane Matošić     | 149    | Hajduk Split                    | 1946–1953            |
| 6  | Todor Veselinović | 145    | Vojvodina                       | 1951–1961            |
| 7  | Stjepan Bobek     | 129    | Partizan                        | 1946–1956            |
| =7 | Zoran Prljinčević | 129    | Radnički Belgrad, Crvena Zvezda |                      |
| 9  | Dušan Savić       | 120    | Crvena Zvezda                   | 1973–1982            |
| 10 | Dragan Džajić     | 113    | Crvena Zvezda                   | 1961–1975            |
| 11 | Vojin Lazarević   | 112    | Sutjeska, Crvena Zvezda         | 1962–1970, 1972–1974 |
| 12 | Josip Bukal       | 111    | Željezničar                     | 1963–1973, 1977–1978 |
| 13 | Petar Nadoveza    | 108    | Hajduk Split                    | 1963–1973            |
| 14 | Kosta Tomašević   | 105    | Crvena Zvezda, Spartak Subotica | 1946–1956            |
| 15 | Vahid Halilhodžić | 104    | Velež Mostar                    | 1972–1981            |
| 16 | Snješko Cerin     | 103    | Dinamo Zagreb                   |                      |
| 17 | Petar Nikezić     | 102    | Vojvodina, Osijek               | 1967-1978, 1979-1982 |
| 18 | Zlatko Vujović    | 100    | Hajduk Split                    | 1977–1986            |

## Echipe notabile (cel puțin zece sezoane sau un titlu)
| Republica Socialistă Bosnia și Herțegovina - FK Sarajevo, Sarajevo (43 sezoane, 2 titluri) - Velež, Mostar (38 sezoane) - Željezničar, Sarajevo (34 sezoane, 1 titlu) - Sloboda, Tuzla (25 sezoane) - Čelik, Zenica (17 sezoane) - Borac, Banja Luka (14 sezoane) - FK Slavija, Sarajevo (11 sezoane) Format:Country data Republica Socialistă Croația Republica Socialistă Croația - Concordia, Zagreb (9 sezoane, 2 titluri) - Dinamo, Zagreb - Građanski, Zagreb (14 sezoane, 5 titluri) - Hajduk, Split - HAŠK, Zagreb (8 sezoane, 1 titlu) - NK Osijek, Osijek (13 sezoane) - NK Rijeka, Rijeka (29 sezoane) Format:Country data Republica Socialistă Macedonia Republica Socialistă Macedonia - Vardar, Skopje (33 sezoane) | Format:Country data Republica Socialistă Muntenegru Republica Socialistă Muntenegru - Budućnost, Podgorica (26 sezoane) Format:Country data Republica Socialistă Serbia Republica Socialistă Serbia - Crvena Zvezda, Belgrad - Partizan, Belgrad - OFK Belgrad, Belgrad - Vojvodina, Novi Sad - Radnički, Niš (29 sezoane) - Jugoslavija, Belgrad (13 sezoane, 2 titluri) - Spartak, Subotica (16 sezoane) Format:Country data Republica Socialistă Slovenia Republica Socialistă Slovenia - Olimpija, Ljubljana |

## Ligi succesoare (1992-prezent)

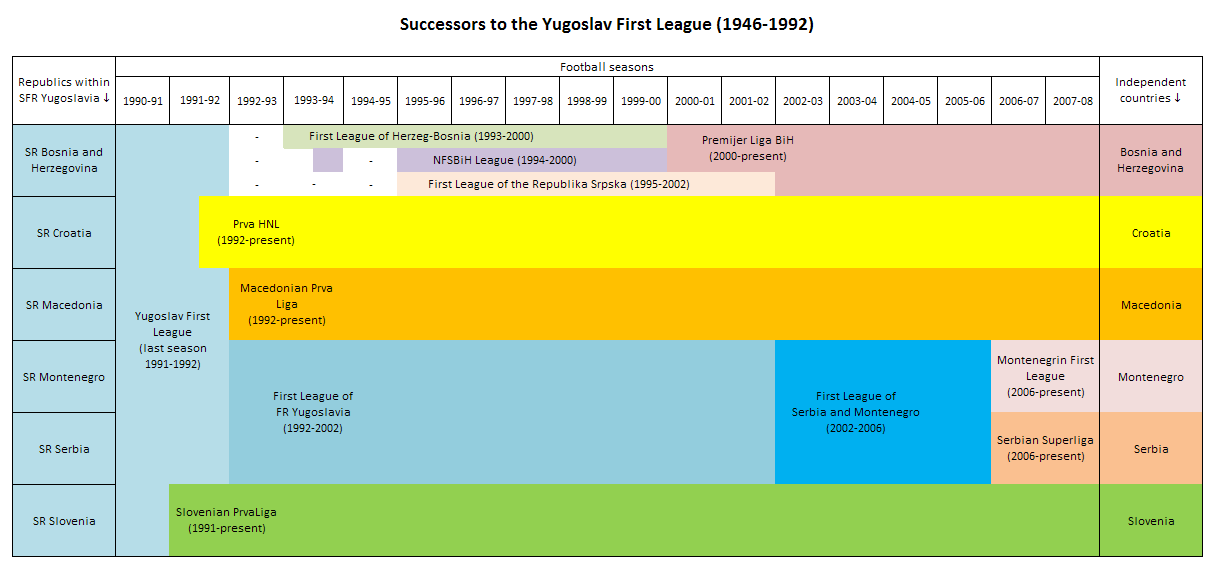
Tabel cu ligile succesoare ale Primii Ligi Iugoslave

- Bosnia and Herzegovina — Premijer Liga BiH (2000–prezent)
- Croatia — Prva HNL (1992–present)
- Macedonia — Makedonska Prva Liga (1992–prezent)
- Montenegro — Prima Ligă (Muntenegru) (2006–prezent; în perioada 1992–2006 a jucat în campionat cu Serbia)
- — Superliga Sârbă (1992-prezent, în perioada 1992–2006 a jucat în campionat cu Muntenegru)
- Slovenia — PrvaLiga Slovenije (1991–prezent)

## Republica Federală a Iugoslaviei (1992-2002)

### Campioane și golgeteri
Sezoanele de RF Iugoslavia au fost jucate de Serbia și Muntenegru. Aceasta ligă s-a desființat în martie 2003.
| Sezon   | Campioană     | Vicecampioană | Locul al treilea | Golgeter(i)                                                | Goluri |
| ------- | ------------- | ------------- | ---------------- | ---------------------------------------------------------- | ------ |
| 1992-93 | Partizan      | Crvena Zvezda | Vojvodina        | Anto Drobnjak (Crvena Zvezda) Vesko Mihajlović (Vojvodina) | 22     |
| 1993-94 | Partizan      | Crvena Zvezda | Vojvodina        | Savo Milošević (Partizan)                                  | 21     |
| 1994-95 | Crvena Zvezda | Partizan      | Vojvodina        | Savo Milošević (Partizan)                                  | 30     |
| 1995-96 | Partizan      | Crvena Zvezda | Vojvodina        | Vojislav Budimirović (Čukarički)                           | 23     |
| 1996-97 | Partizan      | Crvena Zvezda | Vojvodina        | Zoran Jovičić (Crvena Zvezda)                              | 21     |
| 1997-98 | Obilić        | Crvena Zvezda | Partizan         | Saša Marković (FK Železnik / Crvena Zvezda)                | 27     |
| 1998-99 | Partizan      | Obilić        | Crvena Zvezda    | Dejan Osmanović (Hajduk Kula)                              | 16     |
| 1999-00 | Crvena Zvezda | Partizan      | Obilić           | Mateja Kežman (Partizan)                                   | 27     |
| 2000-01 | Crvena Zvezda | Partizan      | Obilić           | Petar Divić (OFK Belgrad)                                  | 27     |
| 2001-02 | Partizan      | Crvena Zvezda | Sartid           | Zoran Đurašković (Mladost Lučani)                          | 27     |